# غاري كيلي
غاري كيلي (بالإنجليزية: Gary Kelly)‏ (و. 1974 – م) هو لاعب كرة قدم، من جمهورية أيرلندا، شارك في بطولة كأس العالم لكرة القدم 2002، وبطولة كأس العالم لكرة القدم 1994.

## روابط خارجية
- غاري كيلي على موقع الاتحاد الدولي (مؤرشف)  (الإنجليزية)
- غاري كيلي على موقع قاعدة بيانات كرة القدم.إي يو (الإنجليزية)
- غاري كيلي على موقع ناشيونال فوتبول تيمز (الإنجليزية)
- غاري كيلي على موقع Soccerbase.com (لاعب) (الإنجليزية)
- غاري كيلي على موقع عالم كرة القدم.نت (الإنجليزية)